# Esox
Az Esox a sugarasúszójú halak (Actinopterygii) osztályának csukaalakúak (Esociformes) rendjébe, ezen belül a csukafélék (Esocidae) családjába tartozó nem.

## Tudnivalók
Az Esox-fajok családjuknak az utolsó életben maradt képviselői. Az északi félgömb édesvizeinek egyik ragadozó halcsoportja, bár egyes faj a brakkvízbe is beúszhat, illetve élhet. Fajtól függően a legnagyobb hosszuk 39,4-183 centiméter között mozog.

## Rendszerezés
A nembe az alábbi 7 élő faj és 2 fosszilis faj tartozik:
- sávos csuka (Esox americanus) Gmelin, 1789
- Esox aquitanicus Denys, Dettai, Persat, Hautecoeur & Keith, 2014
- Esox cisalpinus Bianco & Delmastro, 2011
- csuka (Esox lucius) Linnaeus, 1758 - típusfaj
- muskellunge (Esox masquinongy) Mitchill, 1824
- Esox niger Lesueur, 1818
- Esox reichertii Dybowski, 1869

- †Esox kronneri Grande, 1999 - eocén; Colorado, Wyoming és Utah[1]
- †Esox nogaicus - pleisztocén; Ukrajna